# Stenocephalemys griseicauda
Stenocephalemys griseicauda es una especie de roedor de la familia Muridae.

## Distribución geográfica
Se encuentra solo en Etiopía.

## Hábitat
Su hábitat natural son: praderas de altura subtropicales o tropicales, montanos de gran altitud, matorrales. 

## Estado de conservación
Se encuentra amenazada de extinción por la pérdida de su hábitat natural.